# Fiumana di fango
Fiumana di fango (Framed) è un film muto del 1927 diretto da Charles Brabin. Tratto dal racconto The Dawn of My Tomorrow di George W. Sutton Jr., la versione cinematografica della storia fu adattata e sceneggiata dalla scrittrice Mary O'Hara.

## Trama
Il capitano Étienne Hilaire, benché innocente, viene sottoposto a giudizio dal tribunale militare: degradato, ripudia il suo paese e lo abbandona, partendo per il Brasile. Lì, Lola, un'avventuriera che si dimostra interessata solo al suo denaro, gli fa provare disgusto anche per le donne. Diventato caposquadra in una miniera di diamanti, sorprende Moola, un indigeno, a rubare ma non lo denuncia. Remsen, il vero ladro,  accusa lui del furto: Hilaire, che nel frattempo si è innamorato di Diane, la figlia di un funzionario della compagnia, viene inviato in una colonia penale alla quale, qualche tempo dopo, è condannato anche Remsen. Il malvivente, colpito dalle febbri, in punto di morte confessa la sua colpevolezza, scagionando Hilaire. Rilasciato, l'ex capitano ritrova Diane con la quale ricomincerà una nuova vita in Francia.

## Produzione
Il film fu prodotto dalla First National Pictures con il titolo di lavorazione Diamonds in the Rough.

## Distribuzione
Il copyright del film, richiesto dalla First National Pictures, Inc., fu registrato il 6 giugno 1927 con il numero LP24038.
Distribuito dalla First National Pictures, il film uscì nelle sale statunitensi il 19 giugno 1927 dopo essere stato presentato in prima a New York il 18 giugno 1927. In Finlandia, fu distribuito il 5 dicembre 1927. In Italia venne distribuito dalla stessa First National nell'aprile 1928, uscendo poi in Portogallo il 19 agosto 1929 con il titolo Acusação Injusta. In Grecia, fu ribattezzato Dyo fores katadikos.
Non si conoscono copie ancora esistenti della pellicola che viene considerata presumibilmente perduta.

### Censura
Per la versione da distribuire in Italia, la censura italiana impose le seguenti condizioni:
- Modificare le scene dell'ultimo atto in cui vengono posti in evidenza sistemi punitivi non consentiti presso popoli civili; non dovrà, pertanto, apparire che i reclusi manchino dei medicinali atti a combattere le febbri palustri e tanto meno che ad essi non sia consentito di procurarsene.[3]